# Las Espeñuelas
Las Espeñuelas es un barrio perteneciente al distrito de Churriana de la ciudad andaluza de Málaga, España. Según la delimitación oficial del ayuntamiento, limita al norte y al este con terrenos no urbanizados que lo separan del Aeropuerto de Málaga-Costa del Sol; al sureste, con el polígono industrial El Álamo; al sur, con los barrios de Finca Monsálvez y Lourdes; al oeste, con el barrio de Heliomar; y al noroeste con el barrio de Churriana.

## Transporte
En autobús queda conectado mediante las siguientes líneas de la EMT: 
| Línea | Trayecto                      | Recorrido | Frecuencia    |
| ----- | ----------------------------- | --------- | ------------- |
| 10    | Alameda Principal - Churriana | Recorrido | 25-30 minutos |